# Lurker of Chalice
Lurker of Chalice ist ein Soloprojekt des Leviathan-Gründers Jef „Wrest“ Whitehead.

## Stil
Der als „Experimental Black Doom Metal“ beschriebene Stil, gilt als untypisch für den Black Metal. Er wird oft mit jenem von Blut aus Nord verglichen. Es werden Keyboards, Samples aus Filmen, Frauen-Gesang und akustische Gitarren benutzt.

## Diskografie
Das selbstbetitelte und zügig ausverkaufte Debütalbum aus dem Jahr 2005 erreichte Kultstatus. Weshalb es unter anderem von Southern Lord mit einem Bonustitel wiederveröffentlicht wurde.

### Alben
- 2005: Lurker of Chalice (Total Holocaust Records)

### Demos
- 2001: L.O.C.
- 2002: Lurker of Chalice

### Samplerbeiträge
- 2008: Minions auf Invocation of Sacred Resonance I